# Roman Jakobson
Roman Jakobson (en ruso: Ромáн Óсипович Якобсóн, romanizado: Román Ósipovich Yakobsón; Moscú, 11 de octubre de 1896-Boston, 18 de julio de 1982) fue un lingüista, fonólogo y teórico literario ruso.

## Inicios y recorrido profesional
Roman Jakobson empezó a estudiar lenguas orientales en la ciudad de Moscú, en el Instituto Lázarev de Lenguas Orientales; posteriormente, entró en la Universidad de Moscú y se matriculó en la Facultad de Filología e Historia.
En aquella época imperaba el formalismo ruso, un movimiento intelectual y literario nacido durante la Primera Guerra Mundial, y que consolida la independencia de la teoría literaria y de la crítica literaria como disciplinas autónomas.
Jakobson tuvo relación con Nikolái Trubetskói, otro importante lingüista y fonólogo ruso, con quien mantuvo sobre todo correspondencia.
En los años 20, se fue a vivir a Praga, y pronto empezó a ejercer como profesor de filología rusa, concretamente en el 1923. También trabajó como profesor de literatura checa antigua, años más tarde, en el 1937; lo hizo en Brno, una ciudad de la República Checa.
Estuvo investigando en el campo de la filología, la poesía, la creación y el lenguaje, y publicó sus resultados en una serie de entregas: “La nueva poesía rusa” (1921) y “Sobre el verso checo, con particular referencia al verso ruso” (1923).
En el año 1930, Roman Jakobson defiende en Praga su tesis doctoral. Sin embargo, 9 años más tarde, en 1939, debe huir de la ciudad a causa de la invasión nazi, ya que él es judío. Posteriormente a su huida, Roman Jakobson trabaja en diferentes universidades como profesor: concretamente, en Uppsala, Oslo y Copenhague. Pero en 1941 debe volver a huir, otra vez por la invasión nazi. En esta ocasión emigra hasta Estados Unidos.
Una vez ahí, ejerce como profesor en Harvard, Columbia y el MIT. Es en Estados Unidos donde Jakobson se centra especialmente en el campo de la lingüística, en contraposición a los años anteriores, que fueron más poéticos y centrados en la teoría literaria.

## Teoría
La trayectoria de Roman Jakobson se centró en el estudio de diferentes fenómenos literarios. Otras de sus obras que así lo reflejan son: Observaciones sobre la prosa del poeta Pasternak (1935) y Versos desconocidos de Maiakovski (1942).
La obra de Jakobson, aunque considerable, es dispersa y no está sistematizada en grandes obras. Consta de 475 títulos, de los que 374 son libros y artículos y 101 son textos diversos (poemas, prefacios, introducciones y artículos periodísticos). Además, buena parte de ella se ha realizado en colaboración con otros autores. Hasta 1939 se ocupa principalmente de la poética y teoría de la literatura. En los años estadounidenses domina la lingüística.
Jakobson era un investigador teórico más que un empírico y se siente a gusto en la multidisciplinariedad. Su obra toca simultáneamente las disciplinas de la antropología, la patología del lenguaje, la estilística, el folclore y la teoría de la información. Por ello recurrió a una veintena de colaboradores diferentes en distintas disciplinas. Suya es la primera definición moderna del fonema: "Impresión mental de un sonido, unidad mínima distintiva o vehículo semántico mínimo". Reduce todas las oposiciones fonológicas posibles a solamente doce: vocálico/no vocálico, consonántico/no consonántico, compacto/difuso, sonoro/no sonoro, nasal/oral, etc., lo que ha suscitado muchas objeciones, sobre todo por su carácter reduccionista (se le achaca una tendencia excesiva hacia las clasificaciones binarias, que no siempre se ajustan a una realidad lingüística más variada). Pero fue un pionero de la fonología diacrónica con su trabajo de 1931.
Sus investigaciones sobre el lenguaje infantil fueron también muy innovadoras, al destacar el papel universal que en el mismo tienen las oclusivas y las nasales. También son modélicos, sugerentes y pioneros sus estudios sobre las afasias, en los que deslinda dos tipos de anomalías: las relacionadas con la selección de unidades lingüísticas o anomalías paradigmáticas, y las relacionadas con la combinación de las mismas, o anomalías sintagmáticas, este modelo se inspiró parcialmente en las consideraciones del padre del estructuralismo Ferdinand de Saussure, desde Jakobson influyó por su parte sobre estructuralistas como Claude Lévi-Strauss y Jacques Lacan -Lacan entiende, a partir de los estudios de Jakobson atinentes a las afasias,  que lo paradigmático o selectivo es coalescente con lo que Sigmund Freud llama "condensación" y lo metafórico, y que lo sintagmático es metonímico o lo que Freud llama "desplazamiento". Este estudio provocó un interés apasionado en los neurólogos y los psiquiatras y la renovación de los estudios médicos en este campo.
La estilística y la poética son sin duda las preocupaciones más antiguas y profundas de Jakobson. Sus teorías se desarrollaron dentro del formalismo ruso, que constituía una reacción contra una tradición de teoría literaria rusa excesivamente dominada por los aspectos sociales, y por tanto concede mucha importancia a las formas, desde las más simples (recurrencias fónicas) a las más complejas (géneros literarios). Sus teorías se presentan fundamentalmente en el artículo no muy extenso "Lingüística y poética", de 1960.
De su teoría de la información, constituida en 1958 y articulada en torno a los factores de la comunicación (emisor, receptor, referente, canal, mensaje y código), Jakobson dedujo la existencia de seis funciones del lenguaje: la expresiva, la apelativa, la representativa, la fática, la poética y la metalingüística, completando así el modelo de Karl Bühler.

Esquema funcional de la comunicación con sus funciones

Esta síntesis, tan operativa, ha sido muy utilizada. A juicio de algunos, no "soluciona" las funciones del lenguaje, pues añade una función estética y no explica debidamente la función lúdica del lenguaje, que podría incluirse sin problemas dentro de la función poética. Pero ese esquema es fundamental para ir analizando luego esos otros aspectos.
El hablante envía un mensaje al oyente. Para que sea operativo, ese mensaje requiere un contexto al que referirse, susceptible de ser captado por el oyente con capacidad verbal o de ser captado por el oyente y con capacidad verbal o de ser verbalizado; un código común al hablante y al oyente, si no total al menos parcialmente (o lo que es lo mismo, un codificador y un descifrador del mensaje); y, por último, un contacto, un canal de transmisión y una conexión psicológica entre hablante y oyente, que permita a ambos entrar y permanecer en comunicación.
- Referencial: es una orientación hacía el contexto, su tarea primordial de numerosos mensajes, la participación accesoria de las demás funciones de tales mensajes debe ser entendida en cuenta por el lingüista observador.[6]
- Emotiva: enfocada hacia el hablante, aspira a una expresión directa de la actitud de éste hacia lo que está diciendo. Esto tiende a producir la impresión de una cierta emoción, ya sea verdadera o fingida.[5]
- Fática: tiene la finalidad de poner en contacto lingüístico a los interlocutores, de situarlos en diálogo para, en caso necesario, abierto ya el canal, ir al asunto, al grano. Otra de sus funciones es verificar el circuito de la comunicación, es decir, verificar que nos está oyendo.[7]
- Conativa: orientada hacia el oyente, su función se encuentra su más pura expresión gramatical en el vocativo y el imperativo. Las oraciones de imperativo difieren, de manera fundamental, de las enunciativas en que éstas están expuestas a una prueba de verdad y a su vez las oraciones anunciativas se pueden convertir en interrogativas: "¿bebió?" [6]
- Metalingüística: tiene la utilidad práctica para el hablante. Gracias a ella, se recaba información sobre expresiones o palabras que no se entienden. "¿Qué es?" [7]
- Poética: es la que se reconoce en la orientación hacia el mensaje como tal, el mensaje por el mensaje. Jakobson la definió como aquella que proyecta el principio de la equivalencia del eje de la selección al eje de combinación.[8] Es una combinación de signos organizados en un enunciado, según las reglas del código de la lengua, con el propósito de ser emitido a un destinatario a través de un canal. La finalidad de esta emisión es que el mensaje sea descodificado por el destinatario, determinando así la comunicación como una relación.[9] "Lo que se dice es tan importante como el cómo lo dice".

Jakobson intentó, además, extender al concepto de oposición binaria a otros aspectos del lenguaje, partiendo de dos estudios de morfología estructural Zur Struktur des russischen Verbums (1932) y Beitrag zur allgemeinen Kasuslehre (1936), y por ello fue de los primeros y de los pocos que se ocuparon de fonología diacrónica en Remarques sur l'évolution phonologique du russe comparée à celle des centres langues slaves (1929) y Prinzipien der historischen Phonologie (1931).

## Obras
- Notas sobre la evolución fonológica del ruso comparada con la de otras lenguas eslavas, 1929
- Principios de fonología histórica, 1931
- Contribución a la teoría general de los casos, 1936
- Sobre la teoría de las afinidades fonológicas entre las lenguas, 1938
- Lenguaje infantil, afasia y leyes fonéticas generales, Upsala, 1941. Trad.: Lenguaje infantil y afasia, Ayuso, 1974
- Las categorías verbales, 1950
- Fundamentals of Language, La Haya, 1956, con Morris Halle. Trad.: Fundamentos del Lenguaje, Ciencia Nueva, 1967
- Linguistics and Poetics: Closing Statement (in Style in Language, Thomas Sebeok, ed., 1960).  Trad.: Estilo del lenguaje Madrid, Cátedra, 1974
- Essais de linguistique générale, París, 1963. Trad.: Ensayos de lingüística general, colección de once de sus artículos elaborados en Estados Unidos y posteriores a 1950
- Essais de linguistique générale, II, París, 1973. Continuación del anterior
- El caso Maiakovski, Icaria, 1977
- Questions de poétique, Seuil, 1973. Trad.: Ensayos de poética, FCE, 1977, or. 1973
- Dialogues, Flammarion, 1980.  Trad.: Lingüística, poética, tiempo, Crítica, 1981, or. 1980, importante entrevista con Krystina Pomorska
- Language in Literature 1980
- Russie folie poésie, Seuil, 1986, presentados por Tzvetan Todorov
- La forma sonora de la lengua" (en conjunto con Linda Waugh), México, FCE, 1987
- Observaciones sobre la prosa del poeta Pasternak, 1935
- Versos desconocidos de Maiakovski , 1942

## Legado
Las tres ideas principales de Jakobson en lingüística juegan un papel importante en el campo hasta el día de hoy: tipología lingüística, marcación y universales lingüísticos. Los tres conceptos están estrechamente entrelazados: la tipología es la clasificación de las lenguas en términos de rasgos gramaticales compartidos (en contraposición al origen compartido), la marcación es (muy aproximadamente) un estudio de cómo ciertas formas de organización gramatical están más "optimizadas" que otras, y los universales lingüísticos son el estudio de las características generales de las lenguas en el mundo. También influyó en el análisis paradigmático de Nicolas Ruwet.
Jakobson también ha influido en el modelo de los cuatro lados de Friedemann Schulz von Thun, así como en la metapragmática de Michael Silverstein, la etnografía de la comunicación y la etnopoética de Dell Hymes, el psicoanálisis de Jacques Lacan y la filosofía de Giorgio Agamben.
El legado de Jakobson entre los investigadores especializados en eslavos, y especialmente en lingüística eslava en Norteamérica, ha sido enorme, por ejemplo, en Olga Yokoyama.

### Otras notas
- Roman Jakobson. Echoes of His Scholarship. Eds. Daniel Armstrong, Cornelis H. van Schooneveld, 1977

- Boeder, H. Die Installationen der Submoderne. Zur Tektonik der heutigen Philosophie [II. A. Die Reflexion auf die Wort-Sprache (Jakobson)]. Würzburg 2006, 173-194.

- Brooke-Rose, C. A Structural Analysis of Pound's 'Usura Canto': Jakobson's Method Extended and Applied to Free Verse, 1976

- Caton, Steve C. "Contributions of Roman Jakobson". Ann. Review of Anthropology 16: pp. 223–260, 1987

- Culler, J. Structuralist Poetics: Structuralism, Linguistics, and the Study of Literature, 1975

- Groupe µ. Rhétorique générale, 1970. [A General Rhetoric, 1981]

- Holenstein, E. Roman Jakobson's Approach to Language: Phenomenological Structuralism. Bloomington & Londres Indiana Univ. Press, 1975

- Ihwe, J. Literaturwissenschaft und Linguistik. Ergebnisse und Perspektiven, 1971

- Kerbrat-Orecchioni, C. L'Enonciation: De la subjectivité dans le language, 1980

- Koch, W. A. Poetry and Science, 1983

- Le Guern, M. Sémantique de la metaphore et de la métonymie, 1973

- Lodge, D. The Modes of Modern Writing: Metaphor, Metonymy, and the Typology of Modern Literature, 1977Javier

- Riffaterre, M. Semiotics of Poetry, 1978

- Steiner, P. Russian Formalism: A Metapoetics, 1984

- Todorov, T. Poétique de la prose, 1971

- Waugh, L. Roman Jakobson's Science of Language, 1976